# إيفار إريكسن
إيفار إريكسن (بالنرويجية البوكمول: Ivar Eriksen)‏ هو متزلج سريع نرويجي، ولد في 7 مارس 1942 في هامار في النرويج.

## وصلات خارجية
- إيفار إريكسن على موقع SpeedSkatingBase.eu (الإنجليزية)
- إيفار إريكسن على موقع SpeedSkatingNews.info (الإنجليزية)
- إيفار إريكسن على موقع SpeedSkatingStats.com (الإنجليزية)
- إيفار إريكسن على موقع اللجنة الأولمبية الدولية (الإنجليزية)
- إيفار إريكسن على موقع أوليمبيديا (الإنجليزية)